# Mnišství

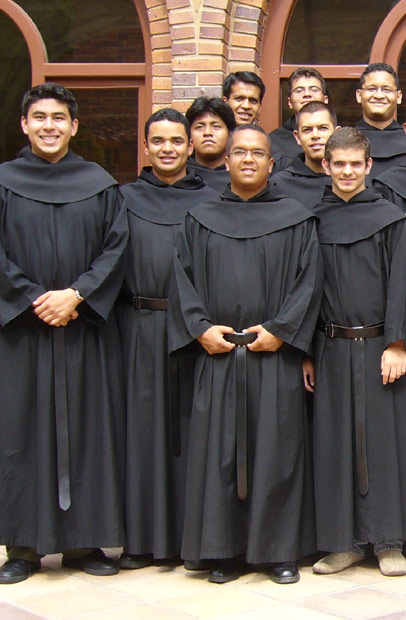
Augustiniánští řeholníci (Marcilla, Španělsko)

Mnišství (z řec. monachos, osamělý) také monasticismus či mnišský způsob života je životní styl, který podřizuje svůj život konkrétnímu cíli. V buddhismu do detailu propracovaný systém tréninku mysli zaměřený na probuzení, který zavrhl askezi, ale mniši dodržují sliby Vinaja-pitaka. V křesťanství službě Bohu, která se vyznačuje výraznou askezí a životem buďto v osamění (poustevník), nebo v relativně malém společenství podobně zaměřených druhů (sangha (buddhismus), klášter, řád).
Nejstarší monastický řád vznikl pravděpodobně v džinismu nebo buddhismu někdy kolem roku 500 př. n. l. Jelikož nelze přesně určit dobu života zakladatelů těchto dvou indických náboženství, není zcela jasné, kterému z nich připadá prvenství v založení prvního mnišského společenství na světě.

## Mnišství v křesťanství
Mnišství jako takové existovalo již v době předkřesťanské (např. eséni či therapeuté). V křesťanství jsou mnišské komunity žijící asketickým životem doloženy od druhého století (např. ze životů svatých), kdy také vzniklo asketické hnutí enkratitů. Jednotlivci odcházeli do pouště věnovat se intenzivnímu duchovnímu životu. Inspirací jim byl sv. Jan Křtitel a sv. Antonín Veliký († 356). Kolem roku 320 vytvořil sv. Pachomios v Horním Egyptě první křesťanskou mnišskou komunitu, řídící se řeholí a vedenou opatem. Pachomiovu řeholi rozvinul sv. Basileios z Kaisareie (kolem 350) a jeho tradice je dodnes živá ve východních církvích.

### V západní (římskokatolické) církvi
V západní církvi udělal rozhodující krok Benedikt z Nursie, který roku 529 založil první klášter pozdějších benediktinů a napsal pro ně řeholi, jíž se dodnes řídí řada západních řeholních řádů. Benediktovo heslo „Modli se a pracuj“ (Ora et labora) uložilo mnichům, aby sami také pracovali pro svoji obživu a jejich klášter tak mohl být nezávislý na okolním světě. Díky tomu se jeho řád stal také důležitým civilizačním hnutím. Velký význam měly mnišské řády zejména ve vrcholném středověku (10.–15. stol.), kdy prosadily důležité reformy v církvi a měly velký podíl na šíření křesťanství v Evropě. Od 15. století se významně podílely na misiích po celém světě.
Západní křesťanský mnich může být buď kněz, anebo laický bratr či sestra. Mnišský život začíná zkušební dobou (noviciátem), který trvá několik let, a pak skládá tři základní sliby:
- chudoby,
- čistoty,
- poslušnosti.

Některé řády mají ještě nějaké sliby navíc. Například Boromejky mají navíc ještě slib milosrdenství a Redemptoristé slib setrvání v kongregaci až do smrti. V některých řeholních řádech se vyžaduje také setrvání na tomtéž místě (stabilitas loci).

### Pravoslavné mnišství
V pravoslavné církvi jsou všichni mniši oslovováni „otče“.
V pravoslavném mnišství existuje několik stupňů:
- poslušník (ř. dokimos – ten, kdo je zkoušen; 1. přípravný stupeň)
- rjasofor (nosí už mnišský oděv; 2. přípravný stupeň)
- malá schima (mnišské postřižení a složení mnišských slibů; většina mnichů je v tomto stupni)
- velká schima (plnost mnišství; uděluje se starším mnichům)

Pro pravoslavný mnišský oděv je charakteristická černá barva, dlouhá říza (podrjasnik, rjasa a mantije) a klobouk s černým závojem na záda.
Termín „řehole“ (regula) se v pravoslaví nepoužívá. Pravoslavné mnišství není rozděleno na jednotlivé mnišské řády, jak to známe z katolické církve, ale je v zásadě jednotné, v drobnostech má každý jednotlivý monastýr určitá vlastní specifika daná jeho ústavou (vnitřním řádem). Někdy bývají pravoslavní mniši na Západě označováni jako řád Basiliánů (tj. dle „regule“ sv. Basila), což je omyl, který vzniká tím, že se osobitá římskokatolická církevní struktura používá na pravoslavnou církev, které je však cizí. Hlavním úkolem pravoslavného mnicha je modlitba - duchovní život. Pravoslavní tedy neznají „prakticky zaměřené mnišství“. Povinností mnicha je přebývat v poslušnosti duchovnímu otci (starci) a pokud možno v monastýru nebo v poustevně. Pravoslavné kánony zakazují, aby se mniši potulovali po městech.
Centrem pravoslavného mnišství je Svatá Hora Athos, kde je zvláštní obyčej – téměř se zde nevyskytuje malá schima; svatohorští mladší mniši jsou většinou rjasoforové (což je zde pokládáno už za skutečné mnišství, nikoliv za pouhou přípravu) a starší mniši jsou většinou ve stupni velké schimy.
Biskupem se může stát pouze mnich.

## Mnišství v buddhismu

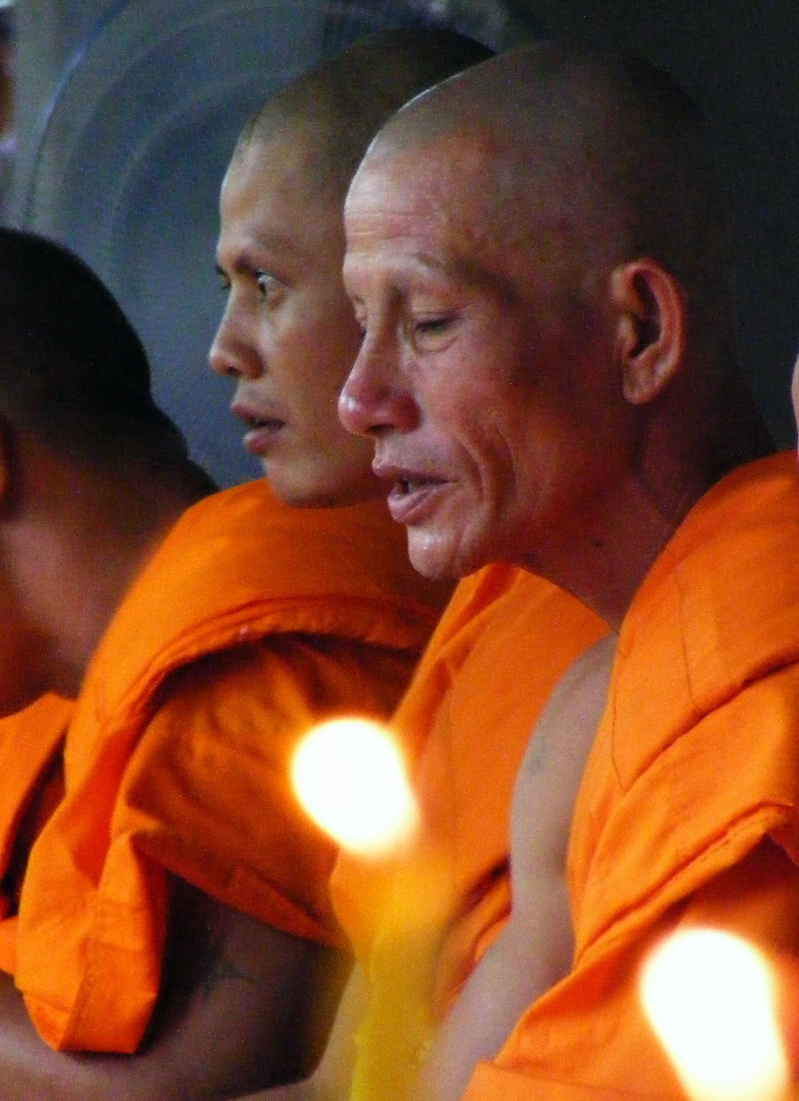
Buddhističtí mniši theravádového buddhismu (Wat Khung Taphao, Thajsko)

V buddhismu vznikl mnišský řád (sangha) ještě za života Siddhárthy Gautamy. Původně se jednalo o společenství potulných asketů, kteří se stali Buddhovými žáky.
Zpočátku neexistovala pro mnichy žádná specifická pravidla, pouze doporučení. Později vznikla první pravidla, která byla následně kanonizována a stala se závaznými. V zemích theravádového buddhismu dodržují novici (samanérové) dasa-síla tedy deset etických rozhodnutí a plně ordinovaní mniši (bhikkhu) 227 pravidel sepsaných ve Vinaja pitace, jednom ze tří hlavních košů pálijského kánonu.
Bhikkhu (plně ordinovaný mnich) musí dodržovat striktně 4 pravidla (parádžika), po jejichž překročení automaticky přestává být mnichem. Jedná se o vědomé zabití jiné lidské bytosti, vědomý sexuální styk s člověkem nebo zvířetem, vědomé ukradení cizího majetku a vědomé vychloubání se nenabytými spirituálními schopnostmi.
Mnišky musí bezpodmínečně dodržovat pravidel 8, celý jejich kodex obsahuje však pravidel 311.
V mahájánových zemích dodržují mniši i mnišky pravidel ještě více.